# 1920년 하계 올림픽 브라질 선수단
브라질은 1920년 4월 20일부터 9월 12일까지 벨기에 안트베르펜에서 열린 제7회 하계 올림픽에 참가했다. 브라질의 올림픽 참가는 이번이 사상 처음으로, 총 19명의 선수(전부 남자)가 다섯 가지 종목에 출전하였다. 그 중 권총 종목에서만 금 1, 은 1, 동 1에 총 3개의 메달을 거두면서 종합 순위 13위에 올랐다.

## 메달리스트
| 메달 | 이름                                                                                     | 종목 | 세부 종목    |
| ---- | ---------------------------------------------------------------------------------------- | ---- | ------------ |
|      | 길례르미 파라엔시                                                                        | 사격 | 25m 속사권총 |
|      | 아프라니우 다 코스타                                                                     | 사격 | 50m 권총     |
|      | 아프라니우 다 코스타 세바스치앙 월프 다리우 바르보자 페르난두 솔레다지 길례르미 파라엔시 | 사격 | 50m 군사권총 |

## 다이빙
총 한 명의 선수가 출전하였다. 남자 3개 종목에 모두 출전하였고 그 중 2개는 결선에도 진출하였으나 메달 획득에는 실패하였다.
남자
(각 순위는 예선전에서의 순위)
| 선수            | 종목          | 예선   | 예선   | 예선 | 결선      | 결선      | 결선      |
| 선수            | 종목          | 포인트 | 점수   | 순위 | 포인트    | 점수      | 순위      |
| --------------- | ------------- | ------ | ------ | ---- | --------- | --------- | --------- |
| 아도우푸 웰리시 | 3m 스프링보드 | 19     | 522.85 | 4    | 진출 실패 | 진출 실패 | 진출 실패 |
| 아도우푸 웰리시 | 3m 플랫폼     | -      | -      | -    | 29        | 423.80    | 7         |
| 아도우푸 웰리시 | 제자리입수    | 14     | 162.3  | 3 Q  | 37        | 153.0     | 8         |

## 조정
총 다섯 명의 선수, 한 팀이 참가하였다. 3개 팀이 참가한 준결선에서 미국에 밀려 2위에 머무르면서 결승에 진출하지 못했다.
(각 순위는 예선전에서의 순위)
남자
| 선수                                                                                     | 종목     | 준준결선 | 준준결선 | 준결선 | 준결선 | 결선      | 결선      |
| 선수                                                                                     | 종목     | 결과     | 순위     | 결과   | 순위   | 결과      | 순위      |
| ---------------------------------------------------------------------------------------- | -------- | -------- | -------- | ------ | ------ | --------- | --------- |
| 길례르미 로레나 주앙 조리우 아우시지스 베이라 아브라앙 솔리투리 이르네스투 플로리스 필류 | 유타포어 | N/A      | N/A      | 7:25.4 | 2      | 진출 실패 | 진출 실패 |

## 사격
총 다섯 명의 선수가 출전하였다. 올림픽 첫 출전임에도 불구하고 금 은 동메달을 각각 한 개씩 거머쥐었다. 유일하게 메달을 획득한 종목이기도 하다.
남자
| 선수                                                                                     | 종목               | 결승 | 결승 |
| 선수                                                                                     | 종목               | 결과 | 순위 |
| ---------------------------------------------------------------------------------------- | ------------------ | ---- | ---- |
| 다리우 바르보자                                                                          | 50m자유 권총       | 441  | 23   |
| 아프라니우 다 코스타                                                                     | 50m자유 권총       | 489  | 2    |
| 길례르미 파라엔시                                                                        | 30m 군사 권총      | 274  | 1    |
| 길례르미 파라엔시                                                                        | 50m 자유 권총      | 456  | 13   |
| 페르난두 솔레다지                                                                        | 50m 자유 권총      | 424  | 26   |
| 세바스치앙 월프                                                                          | 50m 자유 권총      | 454  | 15   |
| 아프라니우 다 코스타 세바스치앙 월프 다리우 바르보자 페르난두 솔레다지 길례르미 파라엔시 | 30m 단체 군사 권총 | 1261 | 4    |
| 아프라니우 다 코스타 세바스치앙 월프 다리우 바르보자 페르난두 솔레다지 길례르미 파라엔시 | 50m 단체 자유 권총 | 2264 | 3    |

## 수영
총 두 명의 선수가 출전하였으며 모두 예선 탈락했다.
남자
| 선수              | 세부 종목   | 예선   | 예선 | 준결선    | 준결선    | 결선      | 결선      |
| 선수              | 세부 종목   | 기록   | 순위 | 기록      | 순위      | 기록      | 최종 순위 |
| 오를란두 아멘돌라 | 100m 자유형 | 미상   | 6    | 진출 실패 | 진출 실패 | 진출 실패 | 진출 실패 |
| 안젤루 가마루     | 100m 자유형 | 1:22.0 | 3    | 진출 실패 | 진출 실패 | 진출 실패 | 진출 실패 |

## 수구
브라질 팀은 수구 예선 토너먼트전에 출전하였으며, 16강 프랑스전에서는 승리하였으나 8강 스웨덴전에서는 패하면서 탈락하였다.
16강전
|  | 브라질 | 5 – 1 | 프랑스 | 안트베르펜 |

8강전
|  | 스웨덴 | 7 – 3 | 브라질 | 안트베르펜 |

선수 명단
| 최종 순위: 6위 |

| - 오를란두 아멘돌라 - 빅토리누 페르난지스 - 안젤루 가마루 | - 주앙 조리우 - 이드가르드 레이치 - 망강가 | - 아우시지스 파이바 - 아브라앙 살리투리 |